# Arcahaie (arrondissement)
Arcahaie (Haïtiaans-Creools: Lakayè) is een arrondissement van het Haïtiaanse departement Ouest, met 200.000 inwoners inwoners. De postcodes van dit arrondissement beginnen met het getal 64.

Het arrondissement Arcahaie bestaat uit de volgende gemeenten:
- Arcahaie (hoofdplaats van het arrondissement)
- Cabaret